# Horyn

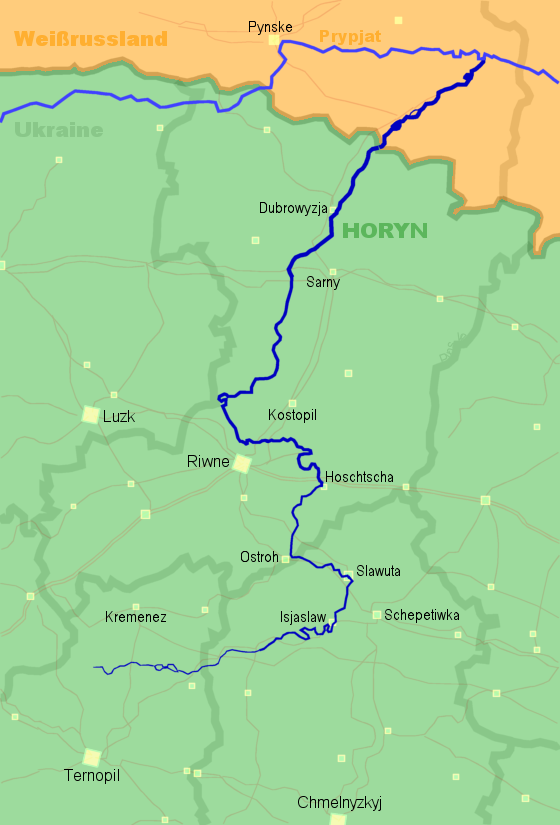
Flodens lopp (namn på tyska).

Horyn (ukrainska: Горинь, belarusiska: Гарынь: Haryn, ryska: Горы́нь: Goryn) är  en biflod till Pripjet, som är belägen i det som tidigare var Polen men idag tillhör Ukraina och Belarus. Den rinner upp öster om Lviv och mynnar efter ett 770 kilometer lång lopp ut i Pripjet öster om Pinsk. Horyn är belägen i den centrala delen av södra Belarus, 200 km söder om huvudstaden Minsk.